# Hoya macrophylla
Hoya macrophylla är en oleanderväxtart som beskrevs av Carl Ludwig von Blume. Hoya macrophylla ingår i släktet Hoya och familjen oleanderväxter. Inga underarter finns listade i Catalogue of Life.